# Wet Dream
Wet Dream ist das erste Soloalbum des Pink-Floyd-Keyboarders Richard Wright. Es wurde 1978 veröffentlicht.

## Entstehungsgeschichte
Richard Wright veröffentlichte sein erstes Soloalbum im gleichen Jahr wie sein Bandkollege David Gilmour das seine, beide benutzten das gleiche Aufnahmestudio. Nach dem Album Animals und der darauffolgenden In-the-Flesh-Tour war die weitere Entwicklung von Pink Floyd offen und ließ Raum für Soloprojekte. Wright lebte zu der Zeit aus Steuergründen in Griechenland. Snowy White kannte er von den Aufnahmen für Animals und die anschließende Tournee.
Bei den darauf folgenden Aufnahmen für The Wall kam es zu bandinternen Spannungen, insbesondere wurden Wrights mangelnde Beiträge kritisiert, so dass es in der Folge zur Trennung kam. Roger Waters äußerte sich wie folgt:

“Rick would write these odd bits. But he secreted them away and put them on those solo albums that were never heard. He never shared them. It was unbelievably stupid.”

„Rick schrieb gelegentlich Stücke. Aber er behielt sie für sich und packte sie auf Soloalben, die nie gehört wurden. Er hat sie nie geteilt. Das war unglaublich dumm.“

## Neuveröffentlichung 2023
Am 28. Juli 2023 erschien eine CD-Neuauflage mit einem neuen Stereomix von Steven Wilson. Am 29. September 2023 soll das Album auch als Langspielplatte und auf BD erscheinen. Alle Neuauflagen enthalten nicht den Originalmix des Albums von 1978. Am 28. Juni 2023 erschien Cat Cruise als digitale Single.

## Titelliste
| Nr.          | Titel                               | Autor(en)                              | Länge |
| ------------ | ----------------------------------- | -------------------------------------- | ----- |
| 1.           | Mediterranean C (instrumental)      | Richard Wright                         | 3:50  |
| 2.           | Against The Odds                    | Richard Wright, Juliette Wright (Text) | 3:57  |
| 3.           | Cat Cruise (instrumental)           | Richard Wright                         | 5:13  |
| 4.           | Summer Elegy                        | Richard Wright                         | 4:52  |
| 5.           | Waves (instrumental)                | Richard Wright                         | 4:19  |
| 6.           | Holiday                             | Richard Wright                         | 6:10  |
| 7.           | Mad Yanni's Dance (instrumental)    | Richard Wright                         | 3:16  |
| 8.           | Drop In From The Top (instrumental) | Richard Wright                         | 3:24  |
| 9.           | Pink’s Song                         | Richard Wright                         | 3:24  |
| 10.          | Funky Deux (instrumental)           | Richard Wright                         | 4:55  |
| Gesamtlänge: | Gesamtlänge:                        | Gesamtlänge:                           | 43:35 |

Das Stück Drop In From The Top erschien auch 1995 auf Snowy Whites Kompilation Goldtop.

## Rezeption
William Ruhlmann von AllMusic vergab für das Album drei von fünf Sternen. Für ihn klingt Wet Dream wie Outtakes aus Pink-Floyd-Sessions. Er kann sich nicht vorstellen, dass jemand anderes als Pink-Floyd-Fans dieses Album anhörten und selbst diesen sei Wet Dream egal, da es sich so dürftig verkauft hätte.
Rick Wright äußerte sich 1996 in einem Interview mit Mark Blake zu seinem Erstlingswerk wie folgt:

“Wet Dream ... was rather amateurish. It wasn’t very well produced and the lyrics weren’t very strong, but at the end of the day, I think there’s something rather quaint about it. I actually like it now.”

„Wet Dream ... war eher amateurhaft. Es war nicht sehr gut produziert und die Texte waren nicht sehr überzeugend, aber letzten Endes finde ich, dass es etwas ziemlich Idyllisches an sich hat. Jetzt mag ich es sogar.“